# Mademoiselle Berthe und ihr Geliebter
Mademoiselle Berthe und ihr Geliebter (Originaltitel Mademoiselle Berthe et son amant) ist eine Erzählung von Georges Simenon, in der Kommissar Maigret ermittelt. Das zur Reihe der Maigret-Romane und -Erzählungen gehörende Werk entstand entweder im Winter 1937–1938 in Neuilly oder im März 1938 in Porquerolles. Die Erzählung erschien nach dem Vorabdruck am 29. April 1938 in der Zeitschrift Police-Film. Eine überarbeitete Fassung wurde 1942 in der Zeitschrift Le Jury unter dem Titel Les silences de Maigret.
In Buchform 1944 wurde die Erzählung erstmals in dem Erzählband Les Nouvelles Enquêtes de Maigret bei Gallimard veröffentlicht. In deutscher Übersetzung von Hansjürgen Wille und Barbara Klau erschien sie erstmals bei Kiepenheuer und Witsch (Fräulein Berthe und ihr Geliebter) und schließlich 1987 im Diogenes Verlag in neuer Übersetzung und Titel (Mademoiselle Berthe und ihr Geliebter) von Angelika Essig in dem Sammelband Sechs neue Fälle für Maigret.

## Handlung

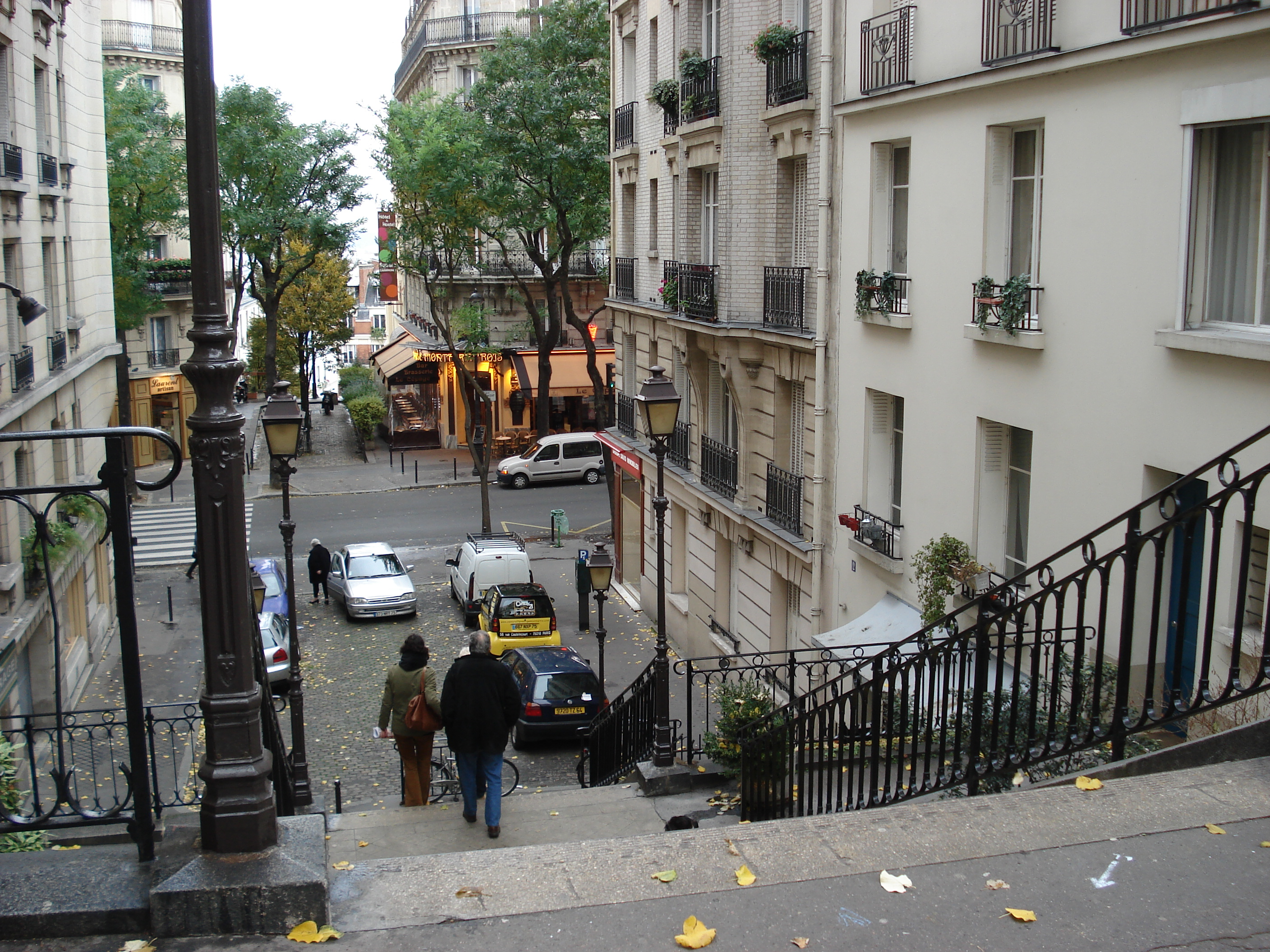
Rue Caulaincourt, Montmartre

Maigret lebt inzwischen auf seinem Altersruhesitz in Meung-sur-Loire. Eines Tages erhält er einen Brief von einer gewissen Berthe, die 28-jährige Nichte seines ehemaligen Mitarbeiters Lucas. Die junge Schneiderin bittet Maigret um Hilfe; ihr Geliebter, ein von der Polizei gesuchter Einbrecher, der bei der versuchten Festnahme einen Polizisten erschossen haben soll, bedroht sie, u. a. mit Briefen. Die junge Frau lebt in der Rue de Caulaincourt im Pariser Montmartre-Viertel. Da  Maigret die Frau ganz sympathisch findet, akzeptiert er ihr Hilfegesuchen und richtet sich in einem kleinen Hotel gegenüber ihrem Appartement ein und beobachtet sie Tag und Nacht. Bald merkt er, dass Berthe nicht nur hübsch und verängstigt, sondern sehr raffiniert ist. Eines Tages beobachtet er, wie sie einen Umschlag in einen Briefkasten wirft.  Er findet heraus, dass Berthe selbst die angeblichen Drohbriefe von Albert geschrieben hat. Maigrets Nachforschungen ergeben, dass Berthe ihren Liebhaber in ihrem Appartement in der Rue Caulaincourt versteckt hält. Trotz dieses Versteckspiels glaubt Maigret an die Unschuld des Mannes, dass dieser trotz der Mitwirkung an einem Einbruchdiebstahl keinen Mord begangen hat.
Der mysteriöse Angreifer von Berthe ist kein anderer als ein Mitglied der Einbrecherbande, der versucht hat, an den Knopf zu gelangen, den ihm Albert abgerissen hat, als er seine Geliebte verteidigte. Maigret bekommt das geraubte Geld wieder und arrangiert, dass die Polizei den Betrag zurückbringt, ohne dass Berthe und Albert dies mitbekommen. Er legt ihnen nahe, Paris zu verlassen und sich woanders niederzulassen. Das junge Paar zieht nach Brüssel.

## Ausgaben
- Mademoiselle Berthe et son amant. In: Police-Film. 29. April 1938 (Erstveröffentlichung).
- Fräulein Berthe und ihr Geliebter. Kiepenheuer und Witsch, 1976.
- Mademoiselle Berthe und ihr Geliebter. Diogenes, Zürich 1987.
- Mademoiselle Berthe und ihr Geliebter. In: Kommissar Maigret und die Frauen. Kriminalromane. Aus dem Französischen von Hainer Kober, Renate Nickel bzw. Elfriede Riegler. Verlag Volk und Welt, Berlin 1987, ISBN 3-353-00200-6.
- Mademoiselle Berthe und ihr Geliebter. In: Fünf Fälle für Maigret. Diogenes, 2009, ISBN 978-3-257-80259-7.
- In deutscher Übersetzung liegt sie außerdem in dem bei Diogenes 2009 erschienenen Sammelband Sämtliche Maigret-Geschichten, ISBN 978-3-257-06682-1, vor.